# رودولف سیلیگر
 رودولف سیلیگر (انگلیسی: Rudolf Seeliger؛ زاده ۱۲ نوامبر ۱۸۸۶ درگذشته ۲۰ ژانویه ۱۹۶۵) یک فیزیک‌دان اهل آلمان بود.